# Каліфорнійський маяк
Каліфорнійський маяк (нід. California vuurtoren) — кам'яний маяк, розташований на пагорбі Худішибане в північно-західній частині Аруби, приблизно на 1 км на південь від найпівнічнішої точки острова. Є ліхтар та облаштоване місце для прогулянок, кам'яна основа має восьмикутну форму. Не пофарбований. Висота маяка становить 30 м, діаметр світлової камери — 7,6 метра.
Названий на честь затонулого поблизу корабля «Каліфорнія», який прямував із пасажирами з Ліверпуля до Центральної Америки. Катастрофа сталася вночі 23 вересня 1891 року, коли більшість пасажирів були на палубі в розпал вечірки. Жителі острова дізналися про катастрофу на світанку. Екіпаж «Каліфорнії» під час аварії викинув більшість товарів за борт, і місцеві жителі підбирали їх і продавали на ринку в Ораньєстаді.
Першим доглядачем маяка був молодий чоловік із Кюрасао Джейкоб Джейкобс, останнім — Федеріко Фінгал із Аруби. Поблизу маяка розташований ресторан La Trattoria el Faro Blanco (Ресторан біля білого маяка), будівля якого раніше слугувала будинком для доглядачів маяка.
На початку 2000-х років було помітно, що маяк перебуває в поганому стані, тому 2004 року його відремонтовано. Будівля маяка була відкритою для публіки до випадку самогубства.